# Pseudocleobis peruviana
Pseudocleobis peruviana es una especie de arácnido del orden Solifugae de la familia Ammotrechidae.

## Distribución geográfica
Se encuentra en Perú.